# Tumnin
 Tumin  (ros. Тумнин wymawia się [tumnin]) – rzeka w Rosji, w Kraju Chabarowskim (na syberyjskim dalekim wschodzie). Nazwa rzeki pochodzi z języka oroczi i oznacza „głębię”.
Źródło rzeki ma swój początek na zboczach góry Homi (1268 m n.p.m.), na północy gór Sichote-Aliń. Płynie w kierunku zatoki Datta, w Cieśninie Tatarskiej (Morze Japońskie), gdzie tworzy ujście o szerokości 600 metrów. Tumin jest typowo górską rzeką, która jedynie w dolnym biegu posiada uregulowany charakter. W górnym jest zbyt gwałtowna i posplatana, aby mogła służyć żegludze. Na lewym brzegu rzeki znajduje się Tumiński Rezerwat Przyrody. Jest największą rzeką po wschodniej stronie Sichote-Aliń.

## Ichtiofauna
Tumin jest bogatą rzeką, mają tu miejsce tarła łososia i jesiotra. Kluczowi przedstawiciele tumińskiej ichtiofauny to: malma (Salvelinus Malma curilus), pstrąg (Salvelinus leucomaenis), tajmień sachaliński (HUCO HUCO), lipień (Thymallus bevrirostris), gorbusza (Oncorhynchus gorbuscha), sim (Oncorhynchus masu), łosoś (Oncorhynchus keta), jesiotr sachaliński, (Acipenser mikadoi), ugai (hakuensis tribolodon).